# سكة حديد جبلية

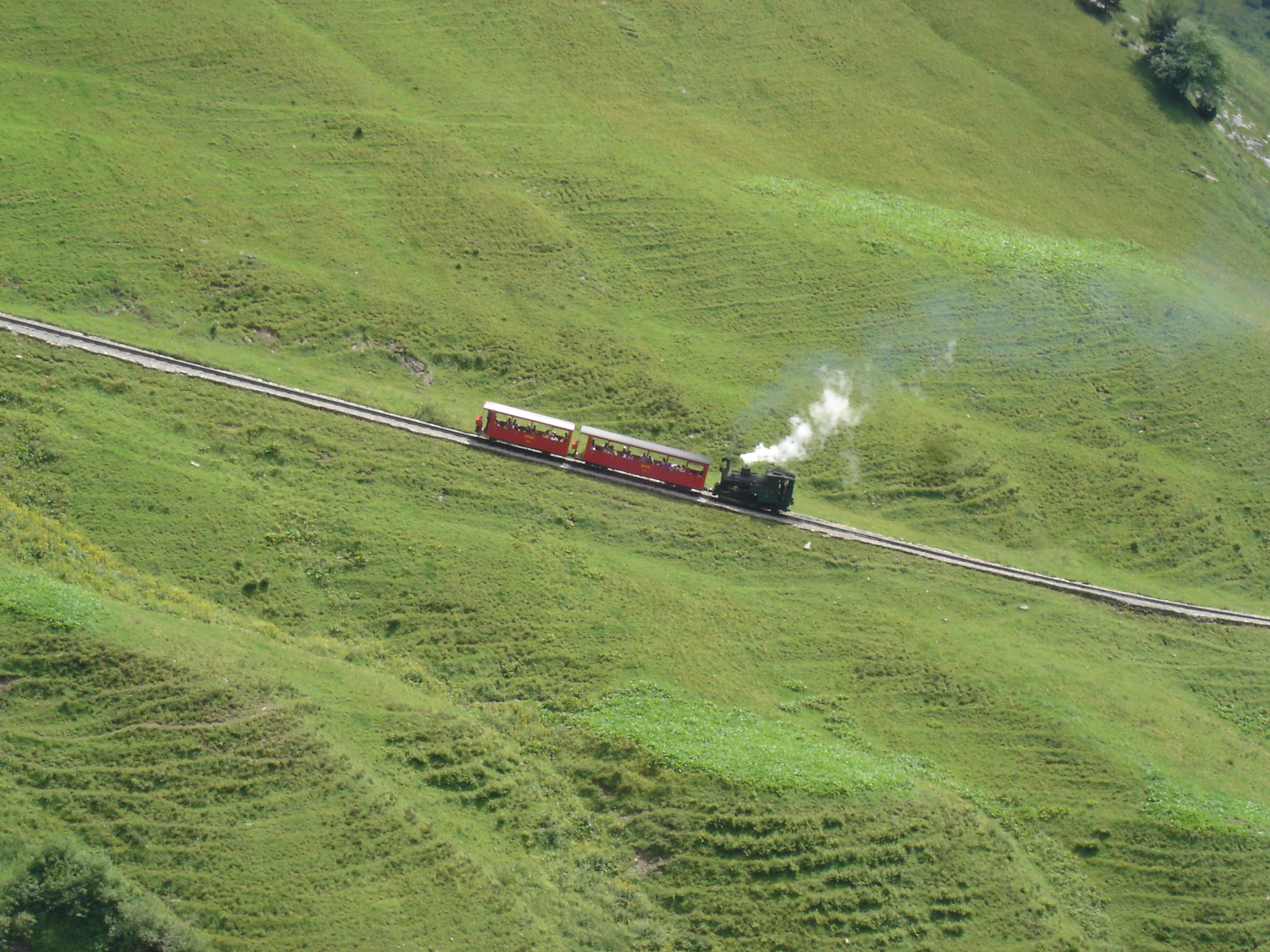
سكة حديد جبلية في سويسرا

سكة الحديد الجبلية هي سكة حديد عاملة في المناطق الجبلية، إذ تسافر عليها القطارات إما عبر أنفاق الجبال في الممرات الجبلية والوديان وسيلةً للنقل بين المناطق.
يمكن أن تكون سكة الحديد الجبلية لغرض الصعود إلى قمة الجبل والهبوط منها؛ وغالباً ما تكون عندها سكة حديد مسننة.
تعد سكة حديد سيمرنغ من أقدم سكك الحديد الجبلية في أوروبا، وهي تمر عبر جبال الألب.